# Casimir Lewenhaupt
Carl Magnus Casimir Lewenhaupt, född 23 juli 1827 i Stockholm, död 11 april 1905 i Göta livgardes församling, var en svensk greve, kammarherre och riksdagsman.

## Biografi
Lewenhaupt var ledamot av riksdagens första kammare 1876–1884 för Kopparbergs läns valkrets samt 1885–1893 för Jämtlands läns valkrets. Han blev 1867 invald som ledamot av Riksbanksfullmäktige och var ordförande i densamma 1872–1889. Casimir Lewenhaupt är begravd på Norra begravningsplatsen utanför Stockholm.